# Cyrtopogon basingeri
Cyrtopogon basingeri är en tvåvingeart som beskrevs av Wilcox och Martin 1936. Cyrtopogon basingeri ingår i släktet Cyrtopogon och familjen rovflugor. Inga underarter finns listade i Catalogue of Life.